# Șevcenkove, Iahotîn
Șevcenkove (în ucraineană Шевченкове) este un sat în comuna Kuleabivka din raionul Iahotîn, regiunea Kiev, Ucraina.

## Demografie
Componența lingvistică a localității Șevcenkove
     Ucraineană (98,67%)
     Rusă (1,33%)
Conform recensământului din 2001, majoritatea populației localității Șevcenkove era vorbitoare de ucraineană (98,67%), existând în minoritate și vorbitori de rusă (1,33%).